# Cunderdin
Cunderin is een plaats in de regio Wheatbelt in West-Australië. Het ligt 156 kilometer ten oosten van Perth, 58 kilometer ten oosten van Northam en 103 kilometer ten westen van Merredin.

## Geschiedenis
De oorspronkelijke bewoners van de streek waren de Balardong Nyungah Aborigines.
Ontdekkingsreiziger Charles Cooke Hunt verkende de streek in 1864 op zoek naar weidegebied. Hij vermeldde een heuvel die de Aborigines Cunderdin noemden. De naam zou "plaats van de buideldassen", "grote kalkoen" of "plaats van de vele bloemen" betekend hebben.
In 1884 bereikte de spoorweg de streek en in 1898 vestigde Charles Hillman er een van de eerste boerderijen. Vanaf 1901, dankzij de aanleg van C.Y. O'Connors waterpijpleiding, vestigden meer Europeanen zich in de streek. Hillman bouwde een schooltje en er in 1902 was er een hotel, een restaurant en een winkel. In 1903 waren de waterpijpleiding en het pompstation nr. 3 in Cunderdin afgewerkt. Het jaar erop werd een dorpssite opgemeten en in 1906 werd Cunderdin officieel gesticht. Er waren toen 22 boerderijen in het district, vooral net ten zuiden van Youndegin. De Western Australian Government Railways bouwden een watertoren in Cunderdin om er haar stoomlocomotieven te bevoorraden.
Dankzij de spoorweg en de pijpleiding groeide het plaatsje. In 1910 werd de gemeenschapszaal van Cunderdin in gebruik genomen. In de jaren 1920 werd er een hospitaal gebouwd waar een dokter resideerde.
In het begin van de Tweede Wereldoorlog werd nabij Cunderdin een startbaan aangelegd voor een vliegschool van de Royal Australian Air Force. Tegen 1941 telde de Elementary Flying Training School 34 officieren, 500 vliegeniers en 51 vliegtuigen. Na de oorlog sloot de school en in 1947 de basis. De school werd tussen 1949 en 1952 nog gebruikt om vluchtelingen in onder te brengen. Later werden er vliegclubs gevestigd.
In 1945 kocht de bevolking van Cunderdin het plaatselijke hotel. Het was het eerste hotel van West-Australië dat in handen kwam van de gemeenschap. Er werd een secundaire school geopend in 1948. In de jaren 1950 kreeg Cunderin een openbaar zwembad. Het pompstation werd geëlektrificeerd. Het hotel werd vernield door de zware aardbeving in Meckering in 1968. Het werd verkocht aan de brouwerij Swan die een nieuw hotel bouwde. Dat brandde af in 2000 en het Ettamogah Hotel gebouwd.

## 21e eeuw
Cunderdin is het administratieve en dienstencentrum van het landbouwdistrict Shire of Cunderdin. Cunderdin heeft een secundaire en een landbouwschool. De vredesrechter heeft er een kantoor. Er zijn drie kerken, een gemeenschapscentrum, een zwembad, een sport en recreatiecentrum, een gezondheidscentrum en een woonzorgcentrum.
In 2021 had Cunderin 824 inwoners tegenover 1.131 in 2006.
Cunderdin is een verzamel- en ophaalpunt voor de oogst van de graanproducenten uit de streek die bij de Co-operative Bulk Handling Group aangesloten zijn.

## Bezienswaardigheden
- Bulgin Rock Reserve is een natuurreservaat 12 kilometer ten westen van Cunderdin waar het rustig picknicken is.
- Het Cunderdin Museum huist in het oude pompstation nr.3 en is een streekmuseum met een grote collectie landbouwmachines.
- De Cunderdin Hill Lookout ligt een kilometer ten zuiden van de hoofdstraat en biedt een panoramisch uitzicht over het dorp en de streek.[11]
- Het politiekantoor van Youndegin uit 1865, 19 kilometer ten zuiden van Cunderdin, staat nog steeds recht.
- De watertoren uit 1906.

## Transport
De Great Eastern Highway loopt door Cunderdin.
Transwa verzorgt de Prospector en MerredinLink-treindiensten over de Eastern Goldfields Railway, beiden houden halt in het station van Cunderdin.
Cunderdin heeft een luchthaven, Cunderdin Airport (ICAO: YCUN).

## Klimaat
Meckering kent een warm mediterraan klimaat, Csa volgens de klimaatclassificatie van Köppen.
| Maand                                  | jan  | feb  | mrt  | apr  | mei  | jun  | jul  | aug  | sep  | okt  | nov  | dec  | Jaar  |
| -------------------------------------- | ---- | ---- | ---- | ---- | ---- | ---- | ---- | ---- | ---- | ---- | ---- | ---- | ----- |
| Gemiddeld maximum (°C)                 | 34,8 | 34,2 | 31,0 | 26,6 | 21,9 | 18,5 | 17,0 | 18,0 | 21,0 | 26,0 | 30,2 | 32,9 | 26,0  |
| Gemiddeld minimum (°C)                 | 17,2 | 17,4 | 15,5 | 12,0 | 8,2  | 5,9  | 4,7  | 4,5  | 4,9  | 8,1  | 12,4 | 14,8 | 10,5  |
|                                        |      |      |      |      |      |      |      |      |      |      |      |      |       |
| Neerslag (mm)                          | 25,1 | 14,2 | 17,9 | 23,7 | 30,1 | 36,6 | 50,4 | 41,8 | 25,5 | 18,4 | 15,0 | 8,8  | 307,5 |
| Regendagen (dag)                       | 1,9  | 1,7  | 2,0  | 2,8  | 5,3  | 6,4  | 7,8  | 7,8  | 5,4  | 3,0  | 2,3  | 1,7  | 48,1  |
| Relatieve luchtvochtigheid (%)         | 24   | 26   | 28   | 38   | 45   | 53   | 56   | 54   | 46   | 31   | 25   | 23   | 37,5  |
| Bron: Australian Bureau of Meteorology |      |      |      |      |      |      |      |      |      |      |      |      |       |

## Galerij

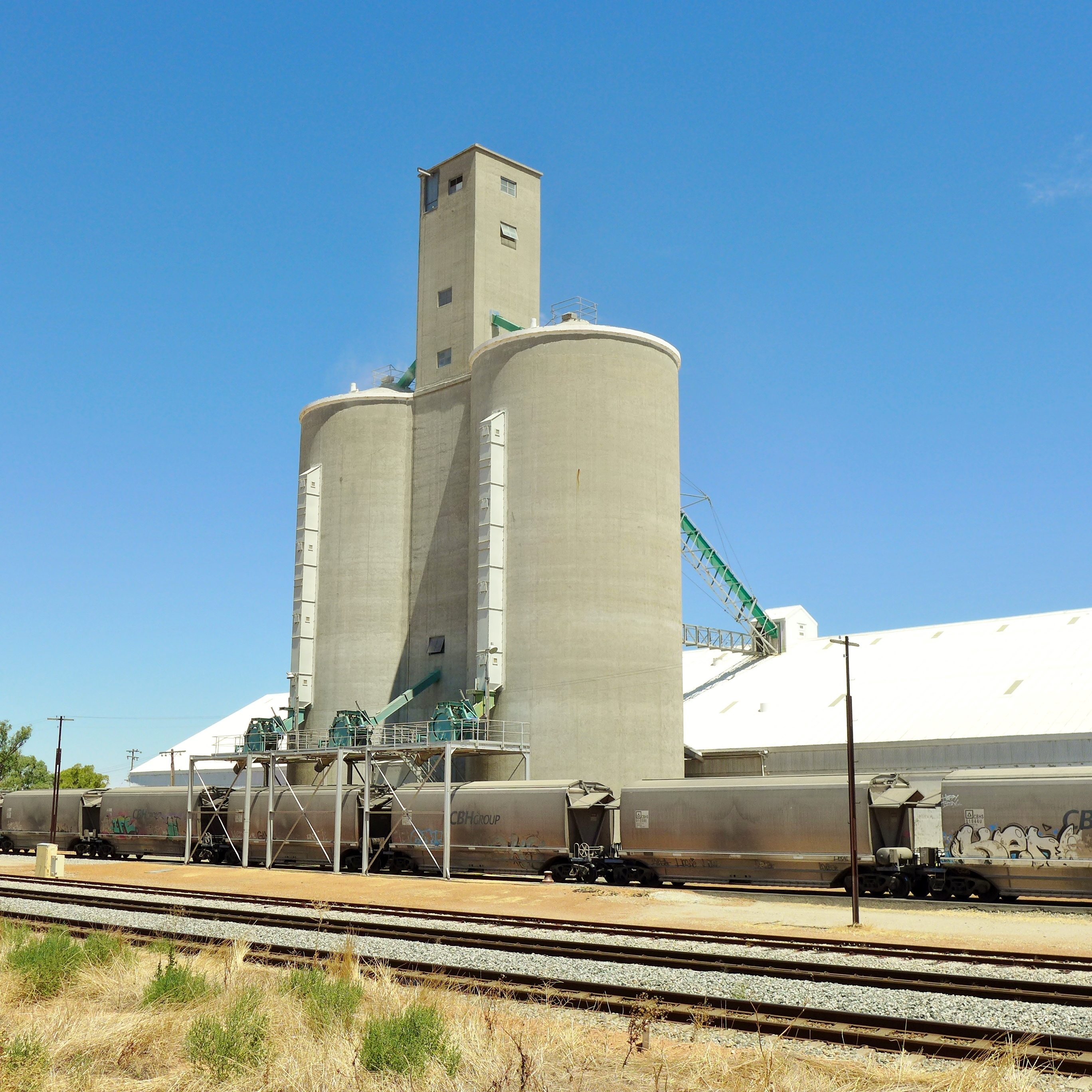
silo's CBH Group
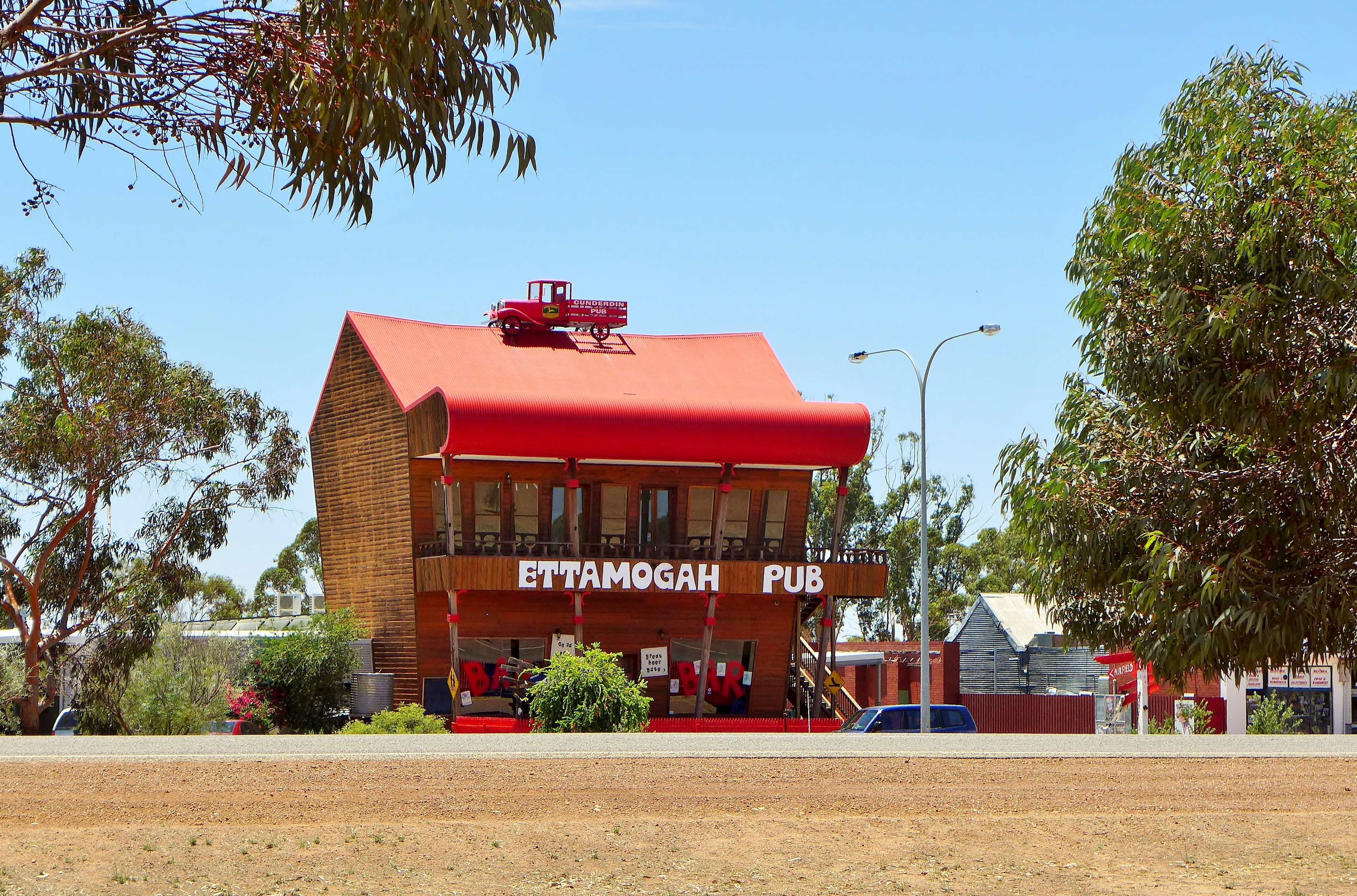
Ettamogah Hotel
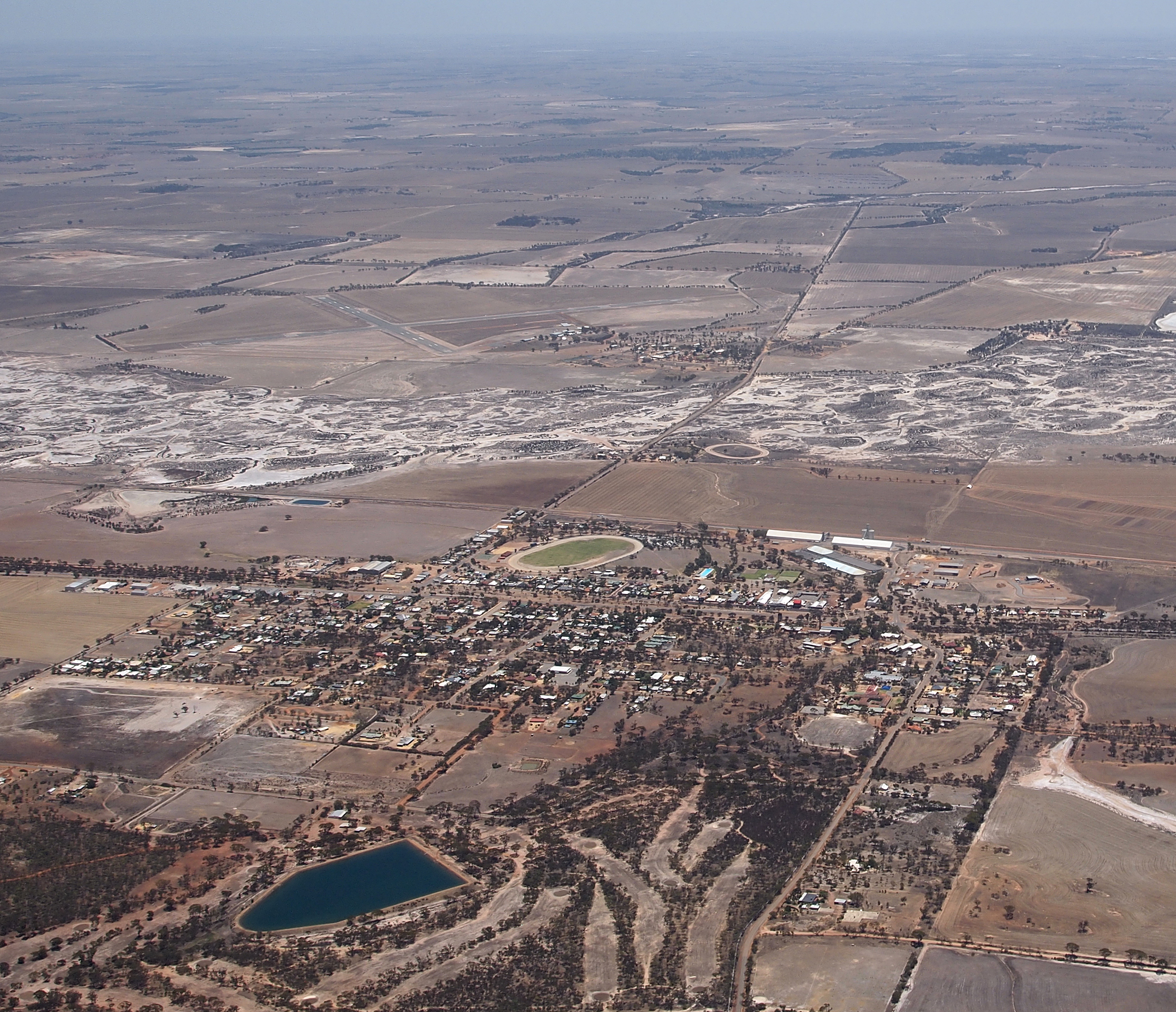
Cunderdin vanuit de lucht
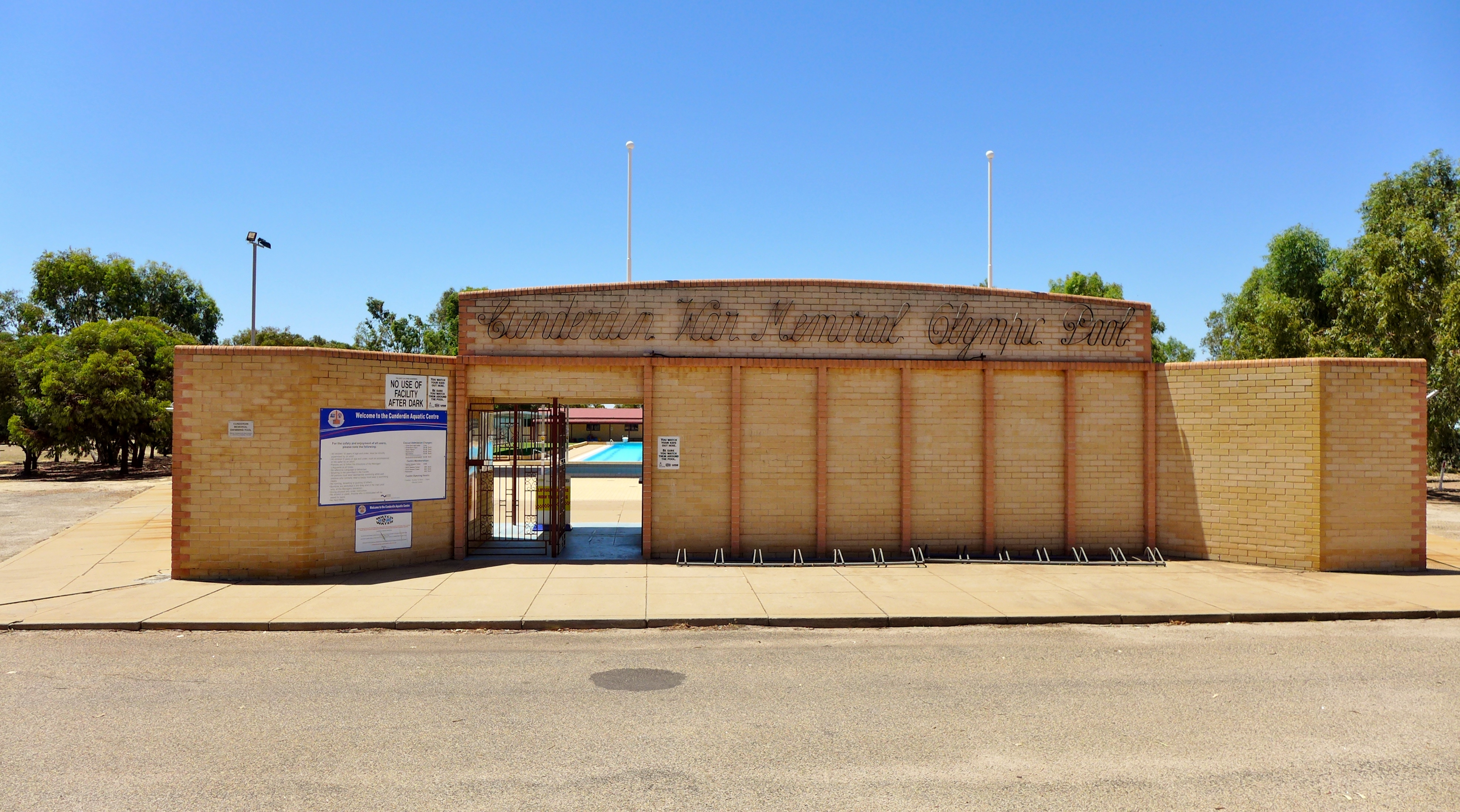
zwembad
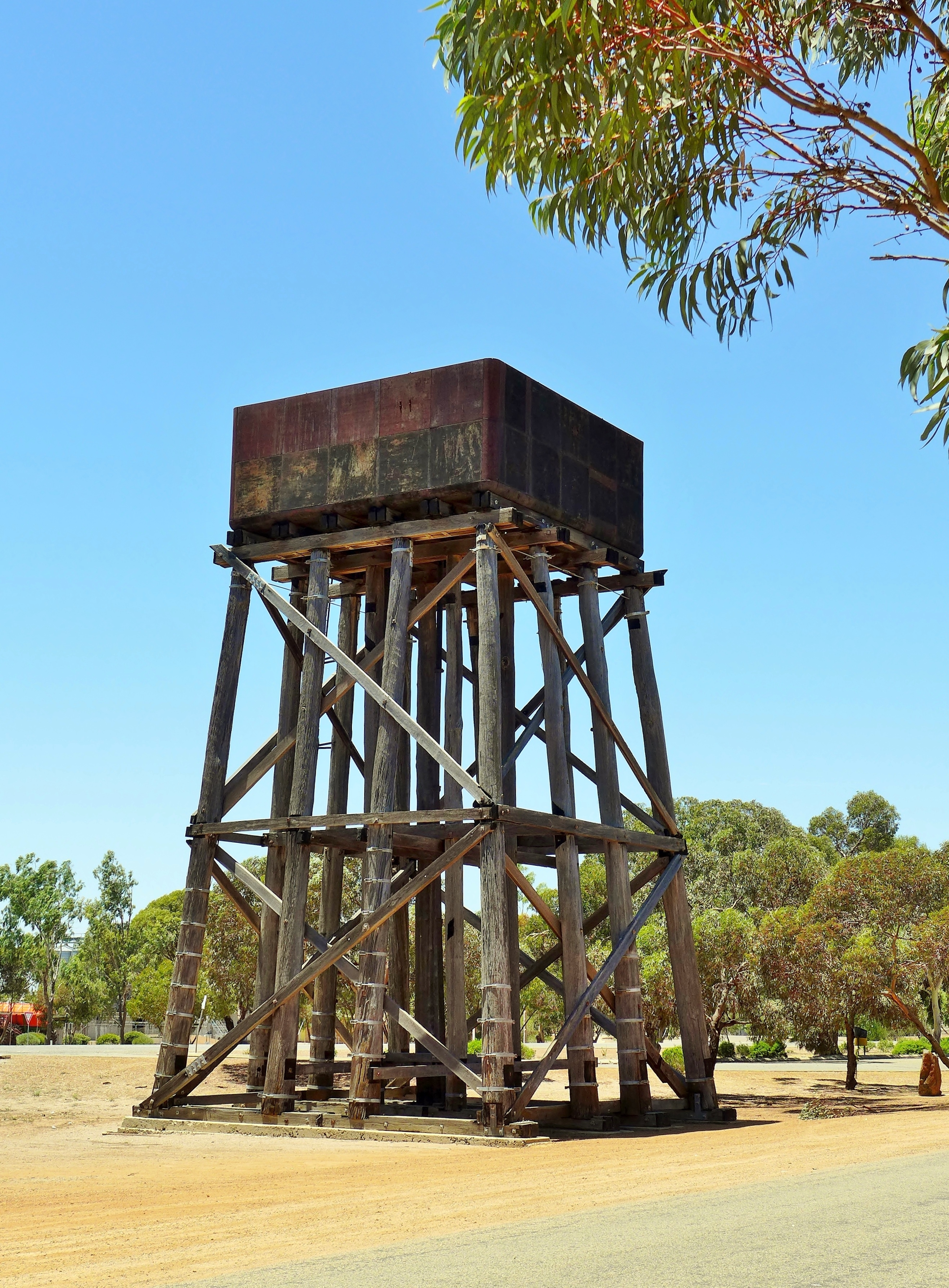
watertoren uit 1906
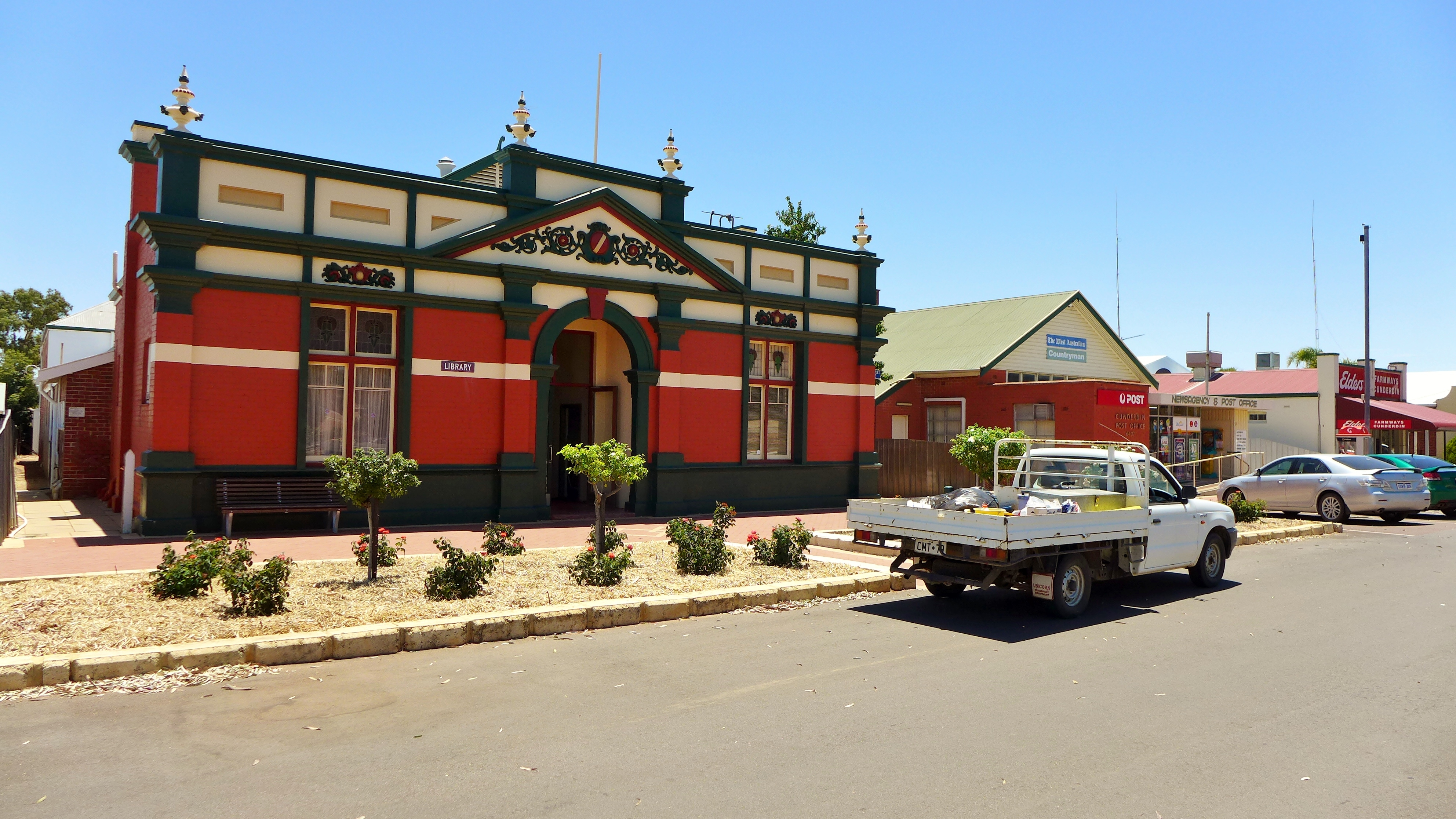
hoofdstraat, postkantoor en bibliotheek

Aldersyde · Amery · Ardath · Arthur River · Baandee · Babakin · Badgingarra · Badjaling · Bailup · Bakers Hill · Balkuling · Ballaying · Ballidu · Beacon · Beenong · Beermullah · Bejoording · Belka · Bencubbin · Bendering · Benjaberring · Beverley · Bilbarin · Bindi Bindi · Bindoon · Bodallin · Bolgart · Bonnie Rock · Boolading · Booraan · Brookton · Bruce Rock · Bullaring · Bullfinch · Bulyee · Bungulla · Buntine · Burakin · Burracoppin · Cadoux · Calingiri · Campion · Caraban · Carrabin · Cataby · Cervantes · Chandler · Chittering · Clackline · Cold Harbour · Congelin · Coomberdale · Copley · Corrigin · Cowcowing · Crossman · Cuballing · Culbin · Cunderdin · Dalwallinu · Dandaragan · Dangin · Darkan · Dattening · Dongolocking · Doodlakine · Dowerin · Dudinin · Dumbleyung · Duranillin · Dwarda · Ejanding · Elabbin · Erikin · Gabbin · Gingin · Goomalling ·  Grass Valley · Greenhills · Guilderton · Gwambygine · Harrismith · Highbury · Hines Hill · Holt Rock · Hyden · Jelcobine · Jennacubbine · Jennapullin · Jitarning · Jurien Bay · Kalannie · Karlgarin · Kellerberrin · Kondinin · Kondut · Koojan · Koolyanobbing · Koorda · Korbel · Korrelocking · Kukerin · Kulin · Kulja · Kulyaling · Kunjin · Kununoppin · Kweda · Kwelkan · Kwolyin · Lancelin · Lake Brown · Lake Grace · Lake King · Ledge Point · Manmanning · Marvel Loch · Meckering · Meenaar · Merredin · Miling · Minnivale · Mogumber · Mokine · Moodiarrup · Mooliabeenee · Moora · Moorine Rock · Moorumbine · Moulyinning · Mount Hardey · Mount Kokeby · Mount Walker · Muchea · Mukinbudin · Muntadgin · Nalya · Nangeenan · Narembeen · Narrogin · New Norcia · Newdegate · Nilgen · Nokaning · North Bannister · Northam · Nukarni · Nungarin · Pantapin · Piawaning · Piesseville · Pingaring · Pingelly · Pithara · Popanyinning · Quairading · Quindanning · Regans Ford · Seabird · Shackleton · Southern Cross · Spencers Brook · Tammin · Tincurrin · Toodyay · Trayning · Varley · Wagin · Walebing · Walgoolan · Wandering · Wannamal · Watheroo · Welbungin · West Dale · West Toodyay · Westonia · Wialki · Wickepin · Wilbinga · Williams · Wongan Hills · Woodridge · Wubin · Wundowie · Wyalkatchem · Yealering · Yelbeni · Yellowdine · Yilliminning · Yerecoin · York · Yorkrakine · Yornaning · Yoting · Youndegin